# Joe McCluskey
Joe McCluskey, född 2 juni 1911 i South Manchester i Connecticut, död 31 augusti 2002 i Madison i Connecticut, var en amerikansk friidrottare.
McCluskey blev olympisk bronsmedaljör på 3 000 meter hinder vid sommarspelen 1932 i Los Angeles.